# Onthophagus gaesatus
Onthophagus gaesatus är en skalbaggsart som beskrevs av Antoine Boucomont 1925. Onthophagus gaesatus ingår i släktet Onthophagus och familjen bladhorningar. Inga underarter finns listade i Catalogue of Life.